# ポラリス (ゲーム)
『ポラリス』 (Polaris) は、タイトーから1980年にリリースされたアーケードゲームである。ジャンルは固定画面タイプのシューティングゲーム。テーブル筐体の定価は41万円。

## 登場キャラクター
ポラリス
色は黄色で、プレイヤーキャラクターの潜水艦。4方向レバーで上下左右に移動、ボタンでミサイルを発射し、敵を倒していく。ただし、上方向にしか攻撃できない。ポラリスは実在するアメリカ海軍の潜水艦からネーミング。
ジェット戦闘機
色は黒。左方向と右方向、それぞれ5機ずつ編隊を組んで飛びながら、爆弾を落としていく。
潜水艦
色は黄緑。海中をゆっくり進み、機雷を出していく。ポラリスが下に回り込んで撃てば破壊できるが、一番下の潜水艦は物理的に破壊不能。また、この潜水艦のグラフィックは、『ディープスキャン』の潜水艦の流用である。
駆逐艦
色は黄色。定期的に現れ、けたたましい効果音と共に海上へ高速移動し、爆雷を3個連なって落として行く。
急降下爆撃機
色は黒。戦闘機を全部打ち落とすと登場するボスキャラクター。アクロバッティックな飛行をし、魚雷は真下に落下した後、ポラリスと縦座標が合うと横に進んでくる。これを倒せば1面クリアでボーナスが入る、何発か発射した後は画面から去り、ボーナスはもらえない。3面クリアするごとにコーヒーブレイクとして音楽が鳴る。

## その他
- このゲームは『スペースインベーダー』の基板を流用しているが、カラーやサウンドなどが徹底的に改造されており、一見すると同作の基板には見えない。MAMEで2010年現在サポートされているバージョンはこの点が不確実で、色使いなど画面表示に『インベーダー』の影響が濃い。